# Cittavecchia
Cittavecchia, detta anche Cittavecchia di Lesina (in croato Stari Grad e nel vernacolare Paiz), è una città della Croazia di 2 790 abitanti appartenente alla regione spalatino-dalmata.

## Geografia fisica
Cittavecchia è situata lungo la costa occidentale dell'isola di Lesina in Dalmazia, nell'omonima grande insenatura (Starigradski zaljev) che si apre a nord-ovest sul canale di Lesina (Hvarski kanal).

## Storia

### La colonia greca: Pharos
Fu fondata col nome di Pharos da coloni greci di Paro, in collaborazione con Dionisio I di Siracusa, nel 384 a.C..

### Epoche successive
La città risulta attestata col nome latino di Civitas Vetus dal 1205. Il toponimo italiano e quello croato (che significa "vecchia città") non fanno che riprendere tale denominazione.

## Monumenti e luoghi d'interesse
A partire dal 2008, l'UNESCO ha inserito la piana di Cittavecchia tra i patrimoni dell'umanità. La sua iscrizione è dovuta al fatto che è praticamente rimasta invariata rispetto a come appariva nel IV secolo a.C., quando venne colonizzata dai Greci di Paro e di Siracusa. La pianura è da sempre famosa per le coltivazioni di uva ed olive. Il sito è classificato tra quelli di importanza culturale a causa degli antichi muri in pietra, e mostra un sistema di lottizzazione usato dai Greci (chora).

### Palazzo Ettoreo
Tra i monumenti nella città, si segnala il palazzo Ettoreo (kaštel Tvrdalj), ovvero il fortino, una villa fortificata edificata dal poeta rinascimentale Pietro Ettoreo, celebre per il poema La pesca e i discorsi con i pescatori (Ribanje i ribarsko prigovaranje, scritto in croato čakavo, dove il poeta stesso si dichiara essere Petre Hektorović: "sloxeno po Petretu Hectorovichiu Hvaraninu", mentre nel suo testamento scritto in italiano dichiara di chiamarsi Piero Hettoreo: "Testamento de mì Piero Hettoreo scritto di mia propria mano in carte no. 14...").
La caratteristica principale del palazzo Ettoreo è la peschiera, una vasca in cui affluisce l'acqua di mare e dove nuotano sempre decine di cefali. Accanto alla peschiera si trova il "giardino leggiadro", citato nel poema Ribanje. Sulla pietra della villa sono riportate varie incisioni in lingua latina. In particolare, sopra la latrina all'ingresso è riportata la frase "Si te nosti cur superbis" (Se conosci te stesso, perché sei superbo?).

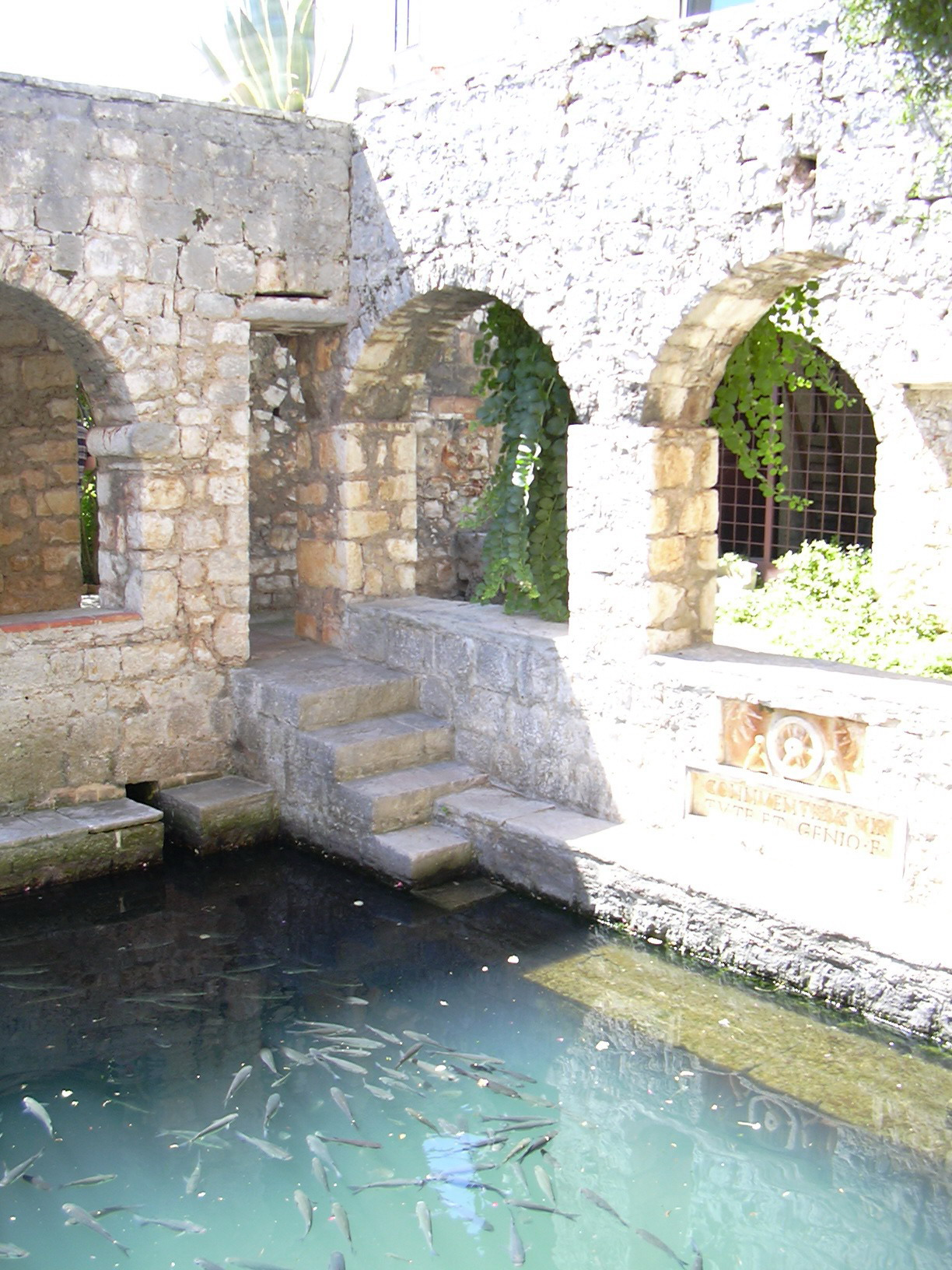
Villa fortificata del poeta Pietro Ettoreo
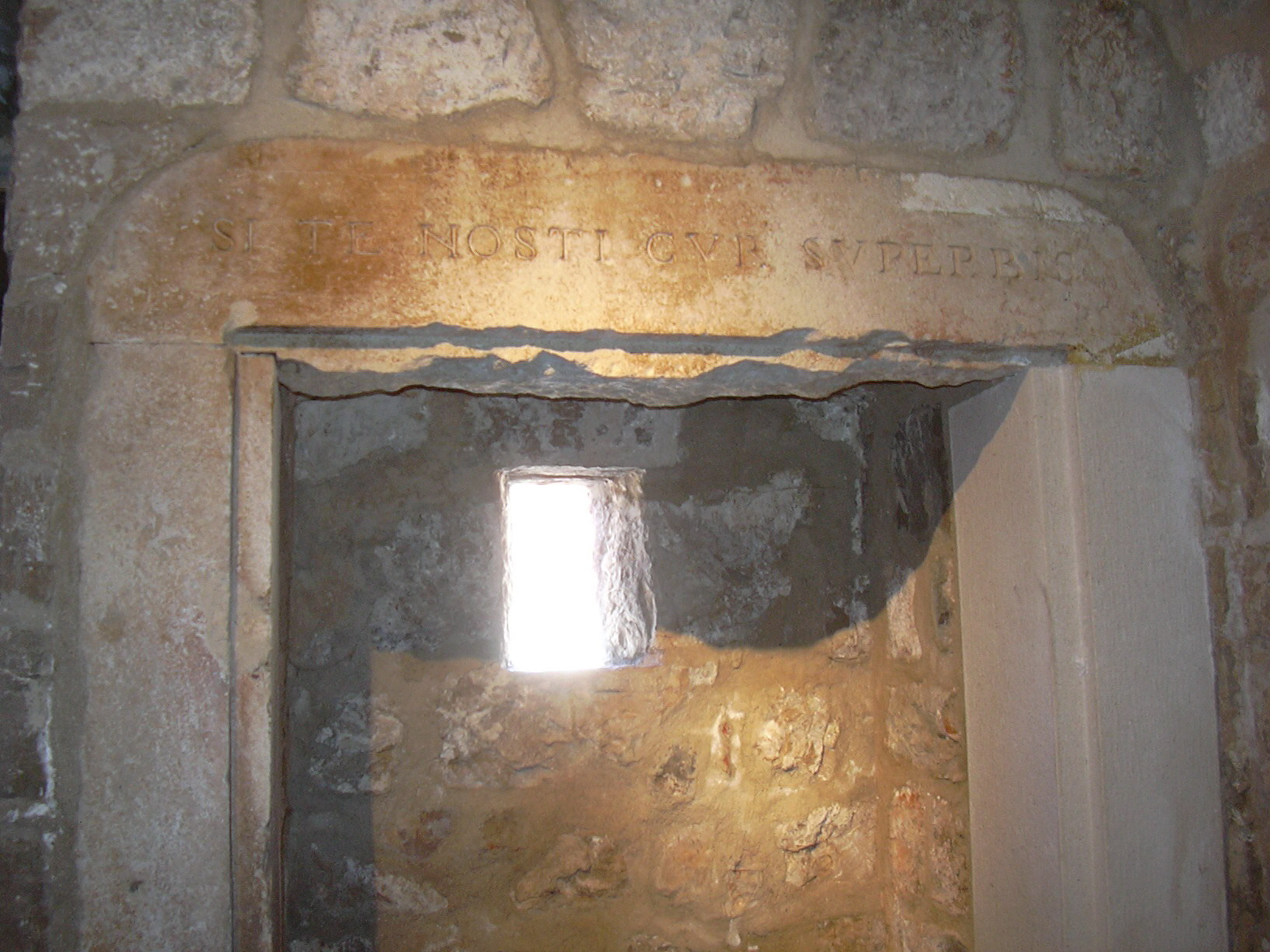
Iscrizione sopra la latrina nella villa di Pietro Ettoreo

## Società

### Evoluzione demografica
Abitanti censiti

### Etnie e minoranze straniere
La composizione etnica dichiarata era la seguente:
- croati 95,88%
- non dichiarati 1,28%
- serbi 0,71%
- albanesi 0,46%
- cechi 0,28%
- altri

### La presenza autoctona di italiani
Vi fu in passato una presenza storica di italiani autoctoni che abitarono per secoli, la penisola dell'Istria e le coste e le isole del Quarnaro e della Dalmazia, territori che furono della Repubblica di Venezia. La presenza degli italiani a Cittavecchia scomparve quasi del tutto in seguito agli esodi che hanno seguito la prima e la seconda guerra mondiale.
Secondo il censimento del 1880, su 3 363 abitanti ben 2163 erano di lingua italiana. Il censimento austriaco del 1900 segnò un drastico ridimensionamento della comunità italiana. Nell'intero comune di Cittavecchia (comprensivo delle frazioni di Val Sant'Anna/Dol, Castelbianchini/Rudine e Selza di Cittavecchia/Selca Kod Starog Grada) su 4 584 abitanti, ben 4.394 (95,9%) di lingua serbocroata e soli 169 (3,86%) di lingua italiana, questi ultimi tutti residenti nel capoluogo.  Analizzando i dati per frazione, le percentuali cambiano di poco: Cittavecchia capoluogo contava 3 120 abitanti, di cui 2.930 (93,9%) di lingua serbocroata e 169 (5,4%) di lingua italiana; nelle rimanenti tre frazioni la presenza serbocroata era di rispettivamente 942, 337 e 185 abitanti, 100% di lingua serbocroata.
È la città nativa di Giovanni Soglian insegnante, linguista e patriota italiano.

## Geografia antropica

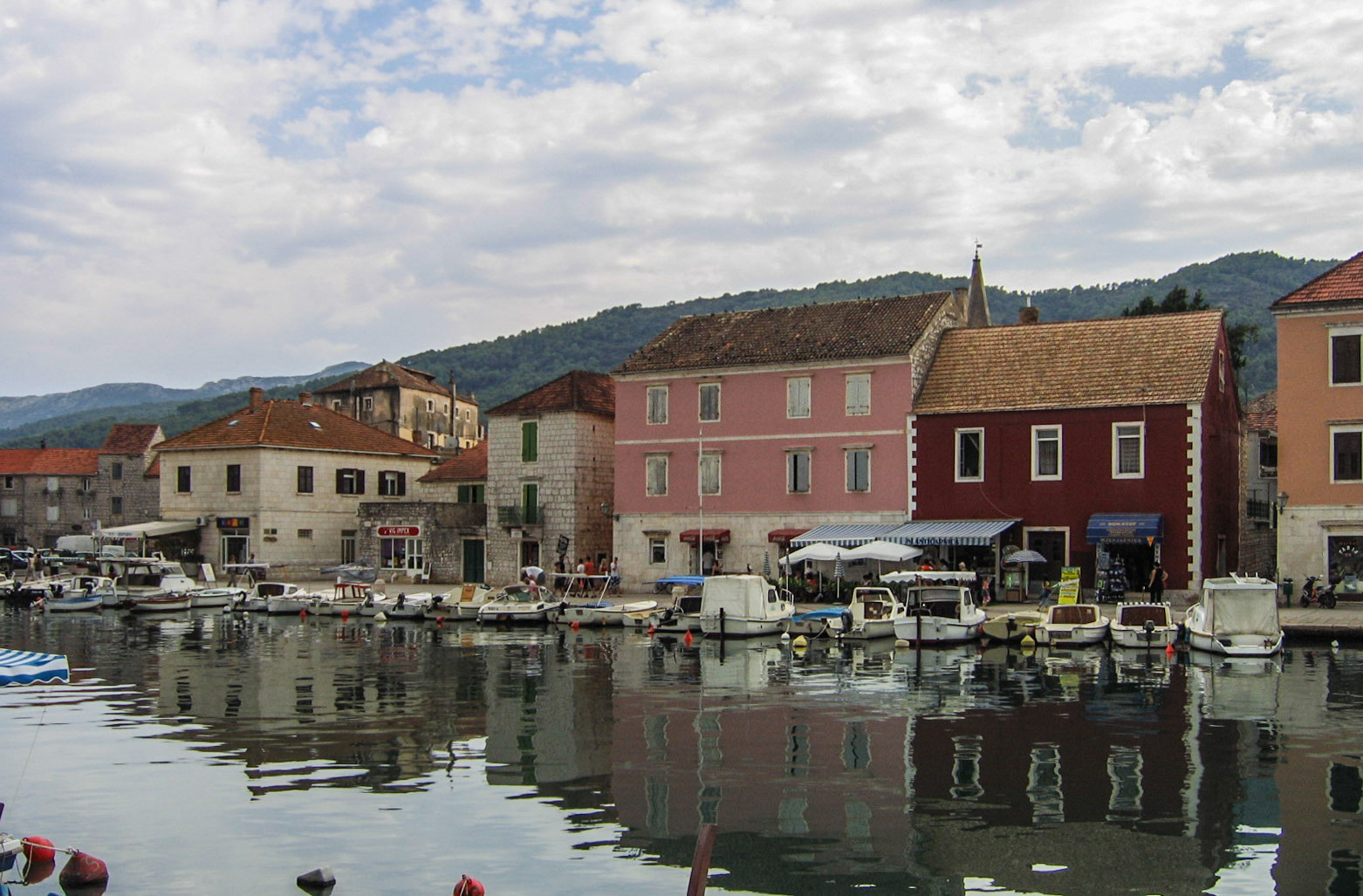
Il porto di Cittavecchia

### Località
Il Comune di Cittavecchia è costituito da 6 insediamenti (naselja), di seguito elencate. Tra parentesi il nome in lingua italiana, a volte desueto.
- Dol (Val Sant'Anna)
- Rudina (Castelbianchini)
- Selca Kod Starog Grada (Selza[12] di Cittavecchia)
- Stari Grad (Cittavecchia di Lésina)
- Svirče (Sfirze[13] o Sfirza)
- Vrbanj (Verbagno[14])

## Amministrazione

### Gemellaggi
- Letovice ("città partner")
- Velike Opatovice
- Szentendre
- Samobor